# Габріель Агрест
Габріель Агрест (Габі Грассет) — головний антоганіст мультсеріалу Леді Баг і Супер Кіт. Він відомий модельєр, батько Адріана Агреста та чоловік Емелі Агрест. Ставши лиходієм, Бражник вирішив повернути свою дружину за допомогою об'єдання талісманів сонечка і чорного кота.

## Зовнішній вигляд

###### 1-4 сезони
Габріель дуже високий чоловік, з темно-сірим кольором очей, його сиве волосся зачесане назад. Він зазвичай носить класичні червоні штани, білу сорочку з високим коміром, сірий смугастий жилет із червоними ґудзиками та піджак кремового кольору без ґудзиків,білі туфлі а також червоно-білий смугастий шарф, під яким він ховав талісман метелика.

###### 5 сезон
У 5 сезоні він носить білі штани, сорочку, піджак, жилет, краватку, туфлі та рукавиці,його волосся стало більш білішим

###### Лиходійське вбрання
Кольором притаманим для костюму Бражника,Темного Бражника і Монарха є декілька різних відтінків фіалетового.

## Дубляж
| Персонаж | Оригінал    | Англійський дубляж | Український дубляж студії «1+1»                                                        |
| -------- | ----------- | ------------------ | -------------------------------------------------------------------------------------- |
| Габрієль | Ентоін Томé | Кейч Сільверштейн  | Михайло Жонін (1—3 сезони) Олексій Череватенко (5, 9 та 13—26 серії 4 сезону, 5 сезон) |

## Лиходійські альтер-его
| Ім'я власника   | Ім'я квамі                                                                   | Лиходій        | Перша поява                           |
| --------------- | ---------------------------------------------------------------------------- | -------------- | ------------------------------------- |
| Габрієль Агрест | Нууру                                                                        | Бражник        | Буря                                  |
| Габрієль Агрест | Нууру та Дуусу                                                               | Темний Бражник | Правдоруб                             |
| Габрієль Агрест | Нууру, Дуусу та Плагг                                                        | Чорна Тінь     | Ефемер                                |
| Габрієль Агрест | Нууру та будь-який інший квамі (які є у Габрієля станом на 1 серію 5 сезону) | Монарх         | Еволюція                              |
| Габрієль Агрест | Нууру                                                                        | Монарх         | Руйнування                            |
| Габрієль Агрест | Каалкі                                                                       | Колекціонер    | Ілюзія                                |
| Габрієль Агрест | Нууру та Тіккі                                                               | МонархБаґ      | Вигорання. Вибір Квомі. Частина друга |
| Габрієль Агрест | Каалкі                                                                       | Сіяч Кошмарів  | Представлення                         |

## Цікаві Факти
- Про головну мету та ціль Бражника глядачі та головні герої мультсеріалу дізнаються у епізоді «Робостус». Майстер Фу розповідає, що якщо об'єднати талісмани сонечка і чорного кота то можна виконати одне будь яке бажання, що згодом неодноразово стається в мультсеріалі.